# عنبرية
العنبرية أو ناطف الحوت أو سبيرماسيتي (بالإنجليزية: Spermaceti)‏: هو نوع من الشحوم الحيوانية تستخرج من تجاويف الرأس لحوت العنبر، وهي تستخلص من زيت العنبر بالتبلور عند درجة 6 مئوية ثم تعامل بعد ذلك بالضغط والقلويات، والمادة عبارة عن بلورات صلبة بيضاء لماعة وشمعية الملمس عديمة الطعم والرائحة. وهي تستخدم كمكون للكثير من المستحضرات الصيدلانية والتجميلة وكذلك في أجهزة القياس الضوئية ودباغة الجلود والمزلقات، كما تستخدم في صناعة شموع الإضاءة وفي صناعات النسيج

## الخواص
هذة المادة لا تذوب في الماء، ضعيفة الذوبان في الكحول على البارد، ولكن تذوب عند درجة غليانه. تذوب بسهولة في المذيبات العضوية مثل الكلوروفورم، ثنائي كبريتيد الكربون، الإيثر

## المكونات
تتكون هذة المادة من بالميتات السيتيل ولها الصيغة الكيميائية التالية C15H31COO-C16H33

## معرض صور

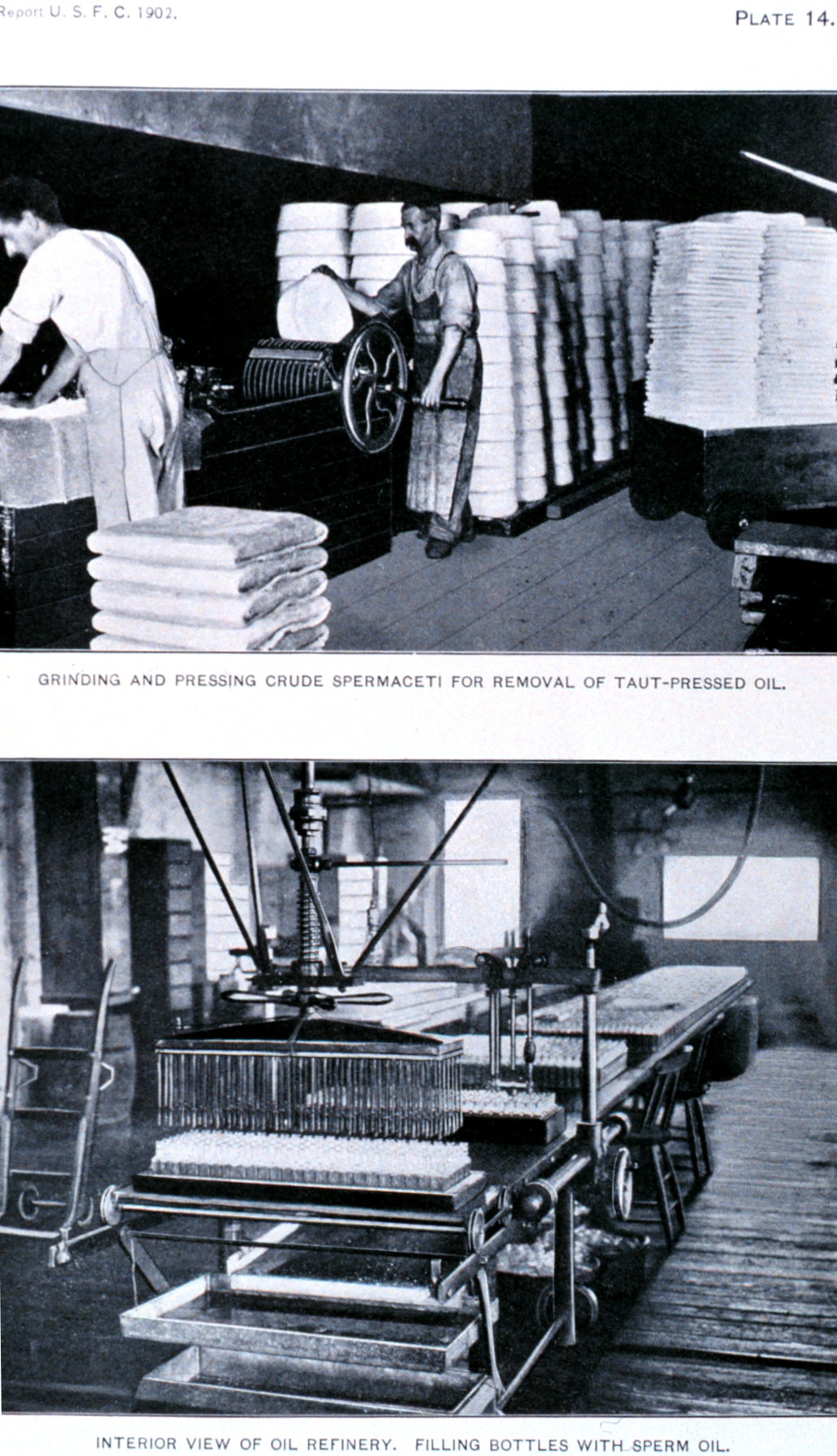
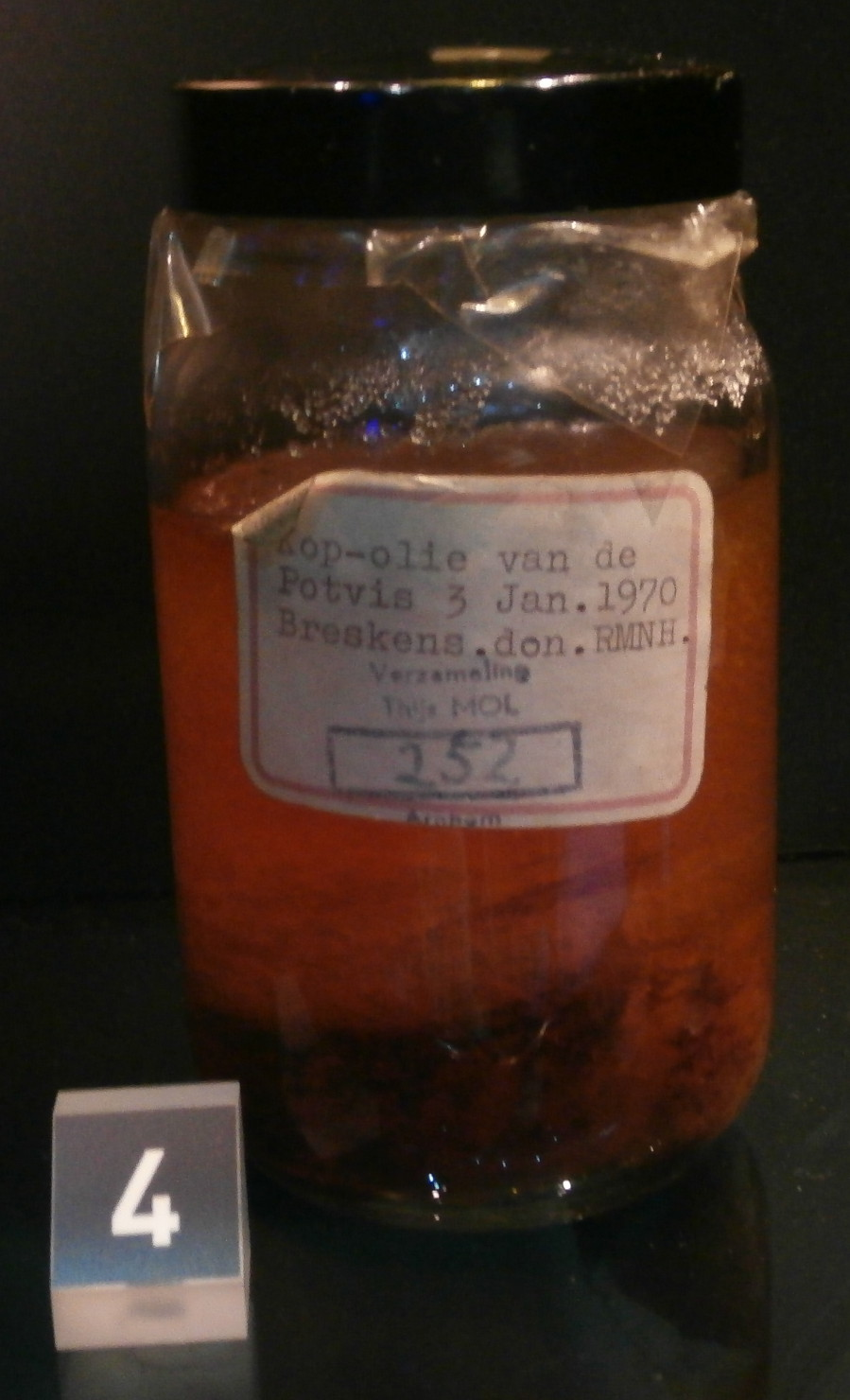